# Oezdemirus gracilentissimus
Oezdemirus gracilentissimus är en stekelart som först beskrevs av Dalla Torre 1902.  Oezdemirus gracilentissimus ingår i släktet Oezdemirus och familjen brokparasitsteklar. Inga underarter finns listade i Catalogue of Life.